# Martharaptor
Martharaptor — рід теризинозавроїдних тероподних динозаврів ранньої крейди формації Сідар-Маунтін у штаті Юта. Їх можна відрізнити від інших теризинозаврів за кількома особливостями скелета (зокрема рук і ніг), які були проміжними між ранніми теризинозаврами, такими як Falcarius і Beipiaosaurus, і більш «просунутими» членами групи, такими як теризинозавриди. Глибокі й однорідні пазурі рук чітко відрізняються від корпусу ранніх теризинозавридів, але стопа ще не набула міцної морфології теризинозавридів.